# Jagemann (Adelsgeschlecht)

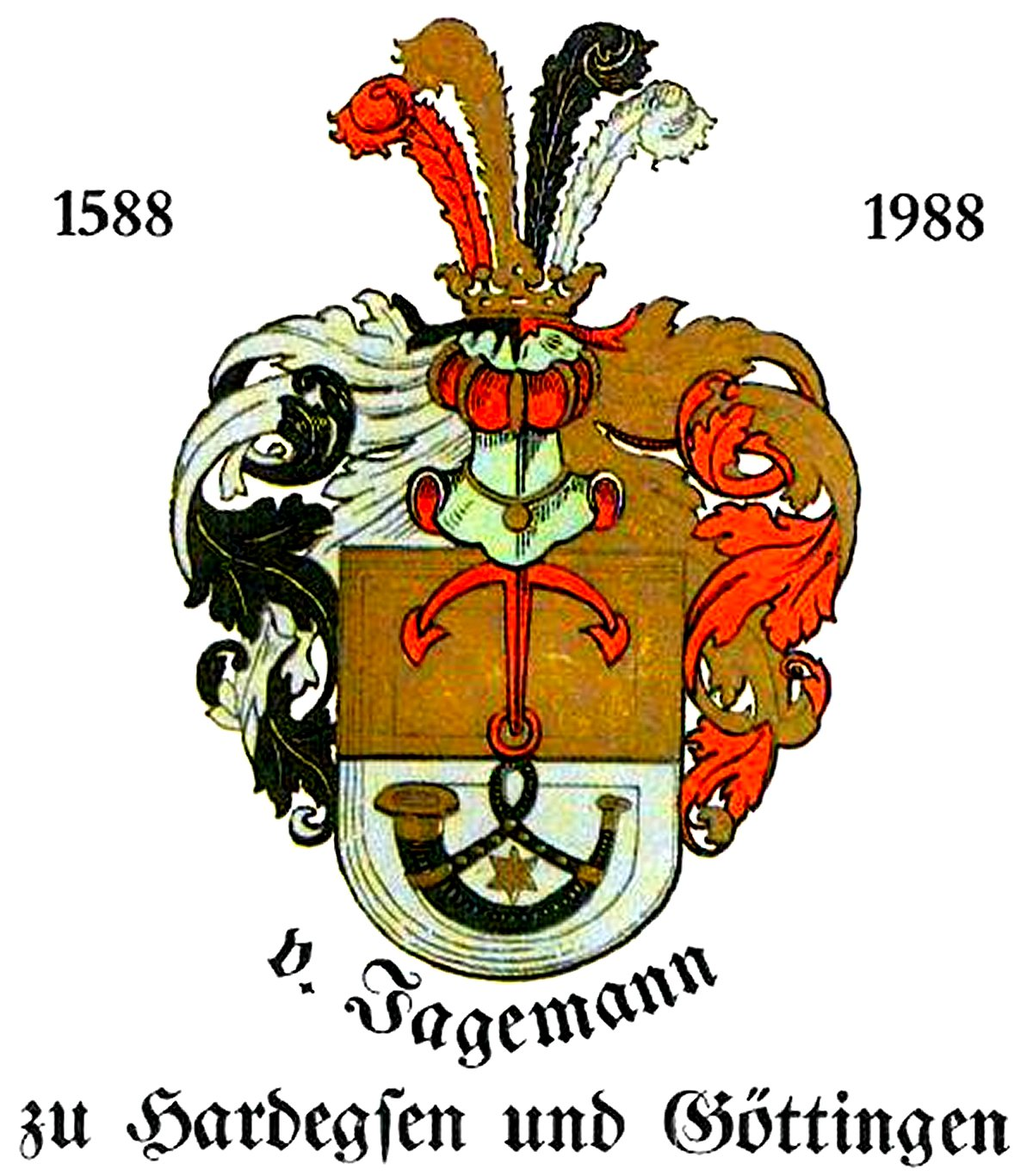
Wappen derer von Jagemann

Jagemann ist der Name eines deutschen Briefadelsgeschlechts mit Ursprung im Eichsfeld.

## Geschichte
Die Stammreihe des Geschlechts beginnt mit Nikolaus Jagemann (* 1492). Dessen Sohn, der aus Heiligenstadt stammende kurmainzische Amtmann Hans (Johann) Jagemann (* 1522; † 1592) war der Vater des  braunschweigischen Geheimen Rats und Kanzlers Johann Jagemann, den Kaiser Kaiser Rudolph II. für sein Verhandlungsgeschick auf dem Reichsdeputationstag von 1590 zur Türkenabwehr am 27. November 1590 in Prag den Reichs- und erbländischen rittermäßigen Adelstitel verlieh, nebst dem erbetenen Beinamen zu Hardegsen und Göttingen. Jagemanns Nachkommen gingen auch nach Bayern und Sachsen.

## Wappen
Blasonierung: Von Gold und Silber geteilt. Oben ein gestürzter roter Anker, unten ein schwarzes Hifthorn mit goldenen Spangen und schwarzer Schnur, innerhalb derselben ein goldener Stern. Auf dem gekrönten Helm mit rechts schwarz-silbernen und links rot-goldenen Helmdecken vier Straußenfedern (rot, golden, schwarz, silbern).

## Persönlichkeiten
- Johann von Jagemann (1552–1604), braunschweigischer Staatsmann
- Hans Ernst von Jagemann (1584–1647), deutscher Hofbeamter und Offizier
- Philipp von Jagemann (1780–1850), badischer Verwaltungsjurist
- Franz von Jagemann (1804–1889), deutscher Jurist und badischer Beamter
- Ludwig von Jagemann (1805–1858), badischer Justizminister
- Hans Karl Wilhelm von Jagemann (1814–1874), preußischer Generalmajor
- Carl von Jagemann (1819–1883), Maler, Lithograf und Fotograf
- Eugen von Jagemann (1849–1926), badischer Jurist und Diplomat, Sohn von Ludwig von Jagemann
- Hans Carl Günther von Jagemann (1859–1926), Professor an der Harvard University